# Gold Clause Cases
Gold Clause Cases ou "Os Casos da Cláusula Ouro" foram uma série de ações recursais jurídicas que foram submetidas a Suprema Corte dos Estados Unidos, as quais foram julgadas improcedentes em favor das restrições aos proprietários de ouro que foram implementadas pela administração do Presidente Franklin D. Roosevelt em sua disposição de combater a Grande Depressão. O último e mais notável dos casos apreciados chegou à Imprensa antes da publicação oficial. Os casos foram:
- Norman versus Baltimore & Ohio Railroad Co.
- Estados Unidos versus Bankers Trust Co. (1935)
- Nortz versus Estados Unidos, (1935)
- Perry versus Estados Unidos, (1935)

## Circunstâncias

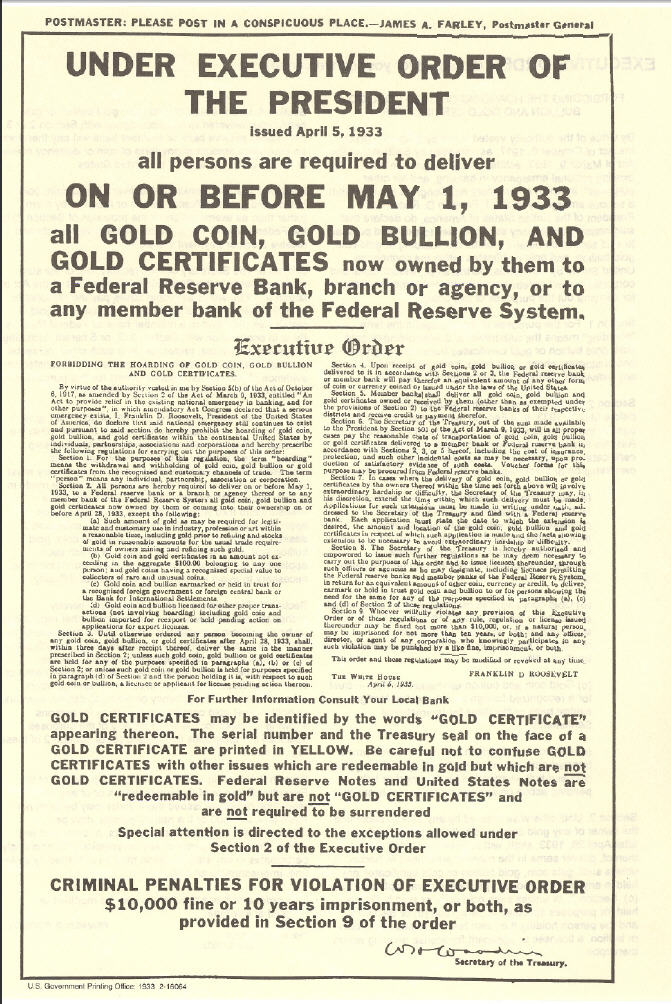
Ordem Executiva 6102

Logo na primeira semana de governo, Roosevelt fechara bancos nacionais temendo o entesouramento de ouro e a especulação financeira internacional, perigos iminentes para todo o sistema monetário nacional, utilizando-se de Lei de 1917 conhecida como Trading with the Enemy Act ou "Lei de Comércio com o Inimigo"  O Congresso norte-americano rapidamente ratificou as ações de Roosevelt com a Lei Emergencial Bancária ou Emergency Banking Act. Em seguida o Presidente expediu a Ordem Executiva 6102, requisitando a devolução de todas as moedas, barras ou lingotes de ouro, bem como todos os certificados sobre direitos de propriedades em ouro, até 1 de maio de 1933, trocando-os por dólares americanos à cotação de US$ 20,67 por onça troy. O Congresso também aprovou uma resolução conjunta cancelando todos os tipos de Cláusula Ouro em contratos públicos e privados, deixando estabelecido que tais cláusulas interferiam na regulação monetária daquela Casa Legislativa.
Enquanto a administração Roosevelt esperava pelos julgamentos dos recursos dos proprietários de ouro nos diversos tribunais, planos contingenciais foram traçados no caso de derrotas judiciárias. Muitas ideias surgiram na Casa Branca no caso do governo não conseguir suspender as cláusulas ouro. O Procurador Geral Homer Cummings opinou que os tribunais deveriam receber benefícios imediatos para assegurar uma decisão favorável ao governo. O próprio Roosevelt ordenou ao Tesouro que manipulasse o mercado a fim de que aparentasse estar em tumulto, mas o secretário da área, Henry Morgenthau, negou-se. O presidente também rascunhou Ordens Executivas para fechar todas as Bolsas de Valores e preparou discursos a serem transmitidos pelo rádio.

## Julgamentos da Corte Suprema
Todos os três casos foram anunciados em 18 de fevereiro de 1935, e todos foram favoráveis a posição do governo por uma maioria de 5–4. O Chefe de Justiça Charles Evans Hughes escreveu o parecer para cada um dos casos, reconhecendo o poder do Governo para a regulação monetária, de forma plena. Nesse sentido, as cláusulas ouro contratuais tanto públicas como privadas eram alcançadas pelos dispositivos monetários, nas situações em que ameaçassem o controle do sistema monetário pelo Congresso. Uma das notas de Hughes no caso Perry (tradução livre): uma bronca ao Legislativo em tom nunca visto desde o caso Marbury versus Madison (1803). Hughes repreendeu o Congresso por ter cometido um imoral ato legal Contudo, Hughes, em última análise, não vislumbrou "condições da ação" e, portanto, nenhum pressuposto legal para processar o governo.

## Eventos subsequentes
A Lei da Reserva de Ouro de 1934 (Gold Reserve Act of 1934) revogou as cláusulas ouro dos contratos públicos e privados e mudou a cotação do ouro de $20,67 para $35 por onça. Este preço permaneceu fixado até 15 de agosto de 1971 quando Richard Nixon, numa ação que ficou conhecida como "Nixon Shock", anunciou que os Estados Unidos não iriam mais converter o ouro em dólares a um preço fixo, nem em relação a moedas estrangeiras, abandonando o padrão ouro.
A limitação aos proprietário de ouro nos Estados Unidos foram revogadas após o presidente Gerald Ford assinar uma nota legalizando a propriedade privada de moedas, barras e certificados de ouro, codificada pelo Congresso como  USPL 93-373  que entrou em vigor em 31 de dezembro de 1974. A publicação do ato não revogou a Resolução da Cláusula Ouro de 1933, que continuou sem efeito nos contratos fixados em dinheiro ou ouro, ou seja, nos contratos que usam o ouro como meio monetário e não ouro mercadoria. Contudo, a Lei de 28 de outubro de 1977 (USPL 95-147) emendou a Resolução Conjunta de 1933 e regularizou às partes incluir cláusulas ouro em contratos firmados após 1977.